# Carmen Gómez Ojea
Carmenchu Ojea (Gijón, Asturias, 11 de octubre de 1945-10 de agosto de 2022) fue una escritora española.

## Biografía
Se licenció en Filosofía y Letras por la Universidad de Oviedo. Residió en Gijón y colaboró en diferentes diarios y revistas.
Su primera obra, Las manos inútiles (1966), fue finalista del Premio Novela Corta del Ateneo de Gijón. Le seguirán los cuentos Relato para tres mares, con el que quedará en segundo puesto del concurso de la Casa del Mar de Cádiz (1975), y La trágica y grotesca historia de Enrique Mes (1976) con el que ganó el concurso de El Entrego. 
En 1976, escribió Los soliloquios de Olvido, con el que quedó finalista del Premio Barbastro. En 1981 con la novela Otras mujeres y Fabia ganó el premio Tigre Juan y al año siguiente, en 1982 ganó el premio Nadal con Cantiga de Agüero. Años más tarde escribió Los perros de Hécate y La novela que Marien no terminó, con la que ganó el Premio Una Palabra Otra. En 1982 fue designada asturiana del año. Colabora con el periódico La Nueva España.
Fue además una relevante escritora de literatura infantil y juvenil, con obras como La niña de plata (Edelvives, 1993) -IV Premio Ala Delta-, El diccionario de Carola (Edebé, 1996) -Premio Edebé de Literatura Juvenil-, o  Bailaremos en el río (Edebé, 2005).
Le fue concedida por la Corporación municipal gijonesa la Medalla de Plata de la Villa de Gijón en pleno extraordinario celebrado el 20 de diciembre de 2010.
Le fue concedida el 6 de septiembre de 2013 por el Consejo del Gobierno de Asturias le otorgó por unanimidad la medalla de plata de Asturias en reconocimiento a sus méritos literarios y al compromiso que mantiene en su obra y en su vida con la defensa de los derechos sociales y la lucha contra las desigualdades; y por su generosidad al contribuir con la promoción de la cultura y los valores democráticos en el Principado de Asturias.
Falleció en Gijón el 10 de agosto de 2022.

## Obras
- Pentecostés (1989)
- En la Penumbra de Cuaresma (1993)
- El diccionario de Carola (1996)
- La niña de plata (1993), con la que consiguió el IV Premio Ala Delta
- Más allá de los rosales (1998)
- El granate de Amarilis (1998)
- Betsabé nunca duerme (1998)
- O camiño da Fraga (1999)
- No vuelvas a leer a Jane Eyre (1999)
- Nunca soñé contigo (2000)
- Los colores del mundo (2000)
- Palabras menores (2001)
- La verdad de los cuentos (2001)
- Cleopatra en un cuaderno (2001)
- El camino del bosque (2001)
- La canción de los meses (2003)
- El verano en que Iveta aprendió a bailar (2003)
- El ave que no sabe cantar (2003)
- A punta de navaja (2003)
- El cordón de oro (2004)
- Más allá de los rosales (2004)
- Hija de muerta (2004)
- La caxa los cuentos (2005)
- El vestido de novia y Rosmarina es un estorbo (2005)
- Ancila en los fuegos (2005)
- Bailaremos en el río (2005)
- Canta que te cantarás (2005)
- El mundo de bola andante (2006)
- Pantaleón, en todo como un león (2006)
- La y Lolo (2006)
- Haches mudas (2006)
- El cielo en la buhardilla (2007)
- Stevenson, tú y yo (2007)
- El último verano en Charenton (2008)
- La historia robada (2009)
- Lloramos en Gibraltar por Cadalso y Barceló (2020)

## Premios
- 1975 Premio Casa del Mar de Cádiz, por Prois de los recuerdos.
- 1976 Premio de El Entrego, por La trágica y grotesca historia de Enrique Mes.
- 1981 Premio Tigre Juan, por Otras mujeres y Fabia.
- 1981 Premio Nadal, por Cantiga de Agüero.
- 1988 Premio de las Librerías de mujeres del Estado, por La novela que Marien no terminó.
- 1993 Premio Ala Delta, por La niña de plata.
- 1993 Premio de poesía Carmen Conde, por En la penumbra de Cuaresma.
- 1996 Premio Edebé de Literatura Juvenil, por El diccionario de Carola.
- 2001 Accesít Premio Lazarillo, por Hija de muerta.
- 2005 Premio de la Crítica de Asturias, por Bailaremos en el río.